# Myrmecia nigriceps
Myrmecia nigriceps, también conocida como hormiga toro de cabeza negra y hormiga toro australiana, es una especie de hormiga endémica de Australia. Miembro del género Myrmecia en la subfamilia Myrmeciinae, fue descrita por el entomólogo austriaco Gustav Mayr en 1862. Estas hormigas son grandes y varían de 19 a 23 milímetros (0,75 a 0,91 pulgadas) de longitud. Sin embargo, las colonias contienen obreras que son mucho más pequeñas, generalmente la mitad del tamaño de las obreras normales. Las reinas son los miembros de mayor tamaño, mientras que los machos son más pequeños y pueden ser fácilmente identificados por sus pequeñas mandíbulas.
Se encuentra en áreas montañosas y bosques, donde anida bajo montículos de tierra. Las obreras son generalmente nocturnas y las aladas se mantienen activas durante el día. La dieta se compone de líquidos dulces de plantas florales y presas invertebradas que alimentan a las larvas carnívoras. Se sabe que las arañas comen estas hormigas y los taquiglósidos consumen las larvas y pupas. Al igual que otras especies de Myrmecia, los miembros de M. nigriceps poseen una picadura fuerte y dolorosa, y el veneno es capaz de producir reacciones alérgicas severas como la anafilaxia.

## Taxonomía
Gustav Mayr proporcionó la primera descripción de M. nigriceps en su revista Myrmecologische Studien en 1862. La describió con la nomenclatura binominal Myrmecia nigriceps, basado en los obreros sintípicos recolectados en Gayndah y Sídney, Australia. En 1907, el mirmecólogo suizo Auguste Forel la trató como una variante de M. vindex, pero finalmente la catalogó como un sinónimo en 1910. Sin embargo, el entomólogo estadounidense William Morton Wheeler la estableció como especie completa en 1933, teniendo como base su distribución por toda Australia y su tamaño promedio mayor que M. vindex. John S. Clark, entomólogo australiano nacido en Escocia, también publicó un sinónimo de la especie: Myrmecia fasciata, la cual se considera un sinónimo menor. M. nigriceps es miembro del género Myrmecia, parte de la subfamilia primitiva Myrmeciinae; la mayoría de los ancestros del género solo se encuentran en fósiles, con la excepción de la hormiga dinosaurio (Nothomyrmecia macrops).
Forma parte del grupo M. gulosa, uno de los 9 grupos de especies que conforman el género Myrmecia. El nombre específico, nigriceps, es una combinación de las palabras latinas niger y caput, cuyos significados son «negro» y «cabeza» respectivamente. Esto hace referencia a la distintiva cabeza negra de la hormiga. Dicho esto, M. nigriceps se conoce comúnmente como hormiga toro de cabeza negra.

## Descripción
El tamaño de las hormigas obreras varía de 19 a 23 milímetros (0,75 a 0,91 pulgadas). Sin embargo, las colonias contienen obreras muy pequeñas, generalmente menos de la mitad del tamaño promedio. A pesar de esto, no se sabe si M. nigriceps es polimórfica, debido a las pequeñas diferencias en la morfología entre las obreras en comparación con las hormigas de la subfamilia Formicinae y del género Pheidole, con soldados que tienen cabezas grandes. Las reinas son las de mayor tamaño, miden alrededor de 24 a 33 milímetros (0,94 a 1,29 pulgadas), y los machos tienen un tamaño similar al de las hormigas obreras, de 18 a 20 milímetros (0,71 a 0,79 pulgadas). La cabeza y el gáster son negros, el tórax, el nudo y el pospeciolo son rojos o rojo amarillentos, mientras que las antenas y las patas son amarillas. Las mandíbulas y el clípeo también son amarillos. El pelo es corto y de color amarillo, erecto en el cuerpo y suberecto en las patas. La pubescencia (pelo corto, fino y suave) es blanca y abundante en todo el pospeciolo y gáster. La cabeza es casi tan ancha como su longitud total, y las mandíbulas conformadas por 13 dientes son más largas que la cabeza.

Vistas de Myrmecia nigriceps
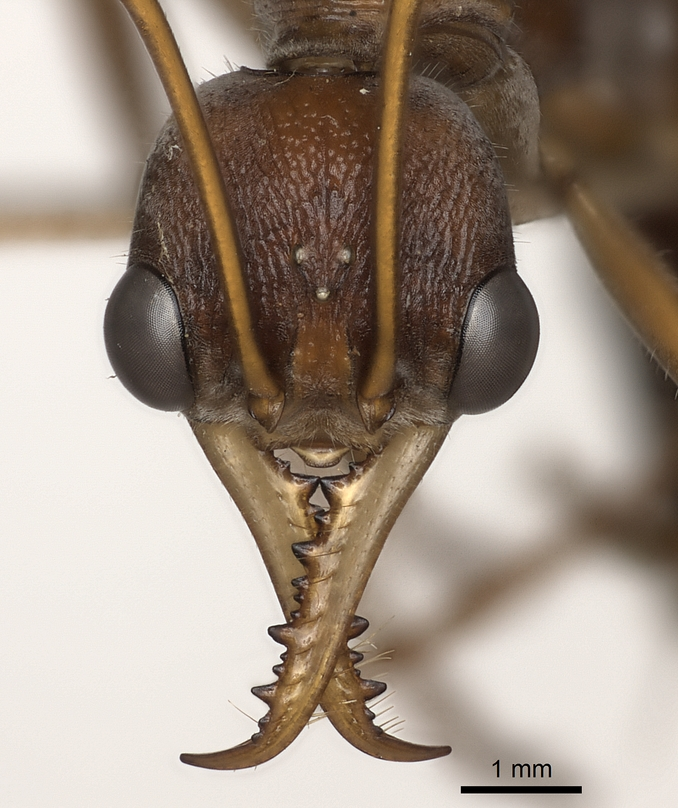
Vista frontal
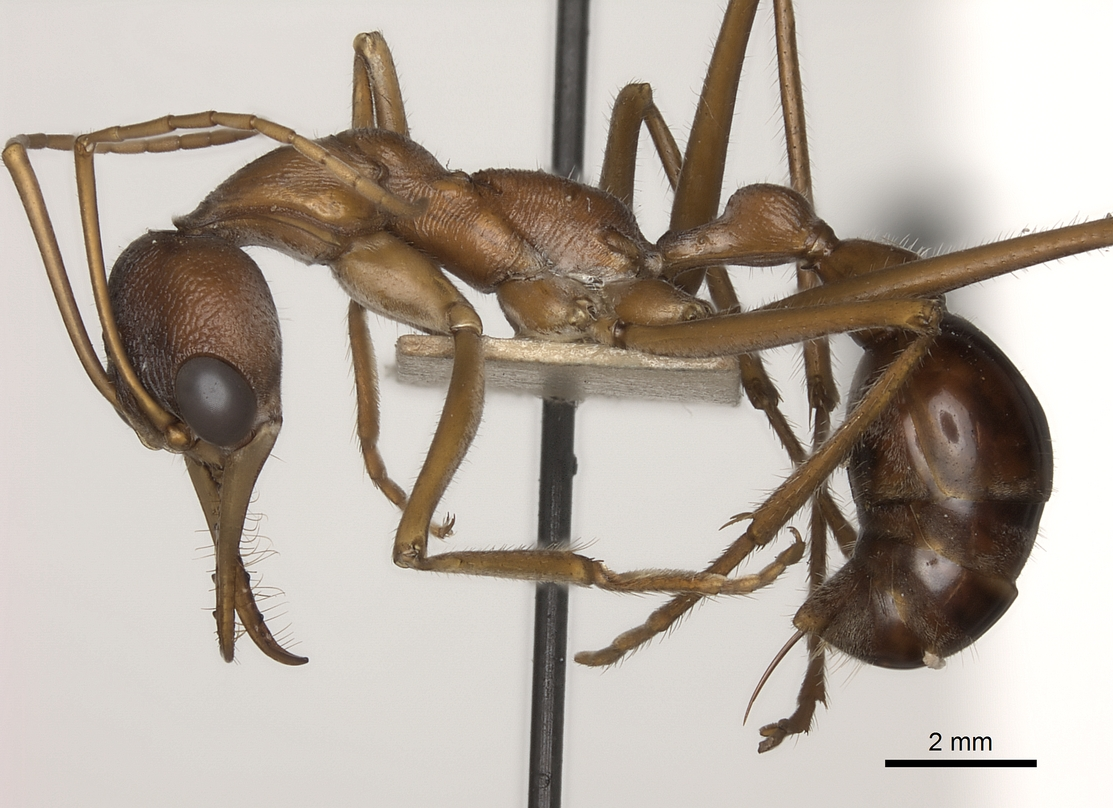
Vista lateral
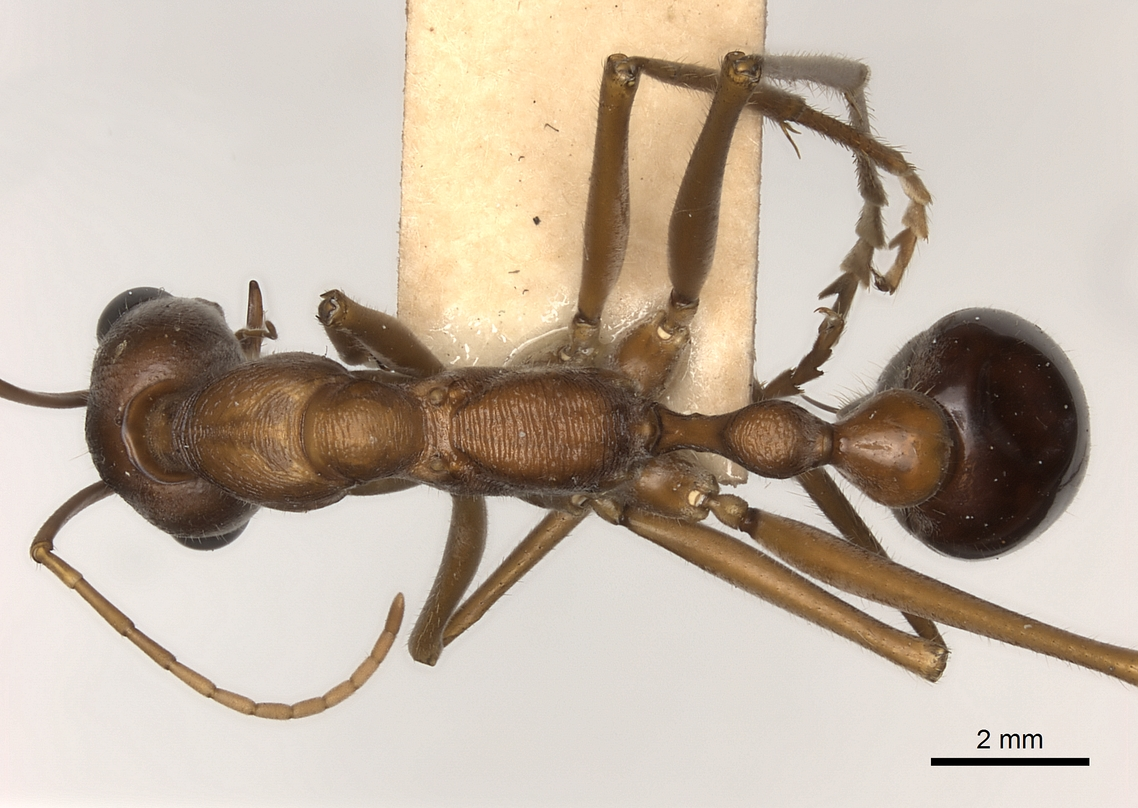
Vista superior

La reina es el miembro principal de la colonia y difiere de las obreras por el tamaño y la robustez. El pelo es más abundante, y la cabeza es más ancha. Las mandíbulas son más cortas y anchas, aunque siguen siendo tan largas como la cabeza. Las alas son de color amarillento y de apariencia translúcida. Los machos son los miembros más pequeños de la colonia y pueden identificarse fácilmente por sus mandíbulas perceptiblemente más pequeñas. Los pelos de los machos son los más largos y abundantes entre las castas obreras y reinas, con una cabeza larga y ancha.
Myrmecia nigriceps es similar en apariencia a otras especies del grupo M. gulosa, como M. desertorum y M. fuscipes. También está fuertemente emparentada con M. vindex, sin embargo, ambas coinciden en el comportamiento y la construcción de los nidos al igual que otras especies del mismo género como Myrmecia analis.

## Distribución y hábitat
Se distribuye por toda Australia, pero está ausente en áreas del centro y la costa norte del país. El rango de M. nigriceps se extiende desde el estado de Queensland hasta Nueva Gales del Sur, el Territorio de la Capital Australiana y Victoria. También se encuentra en Australia Meridional y Australia Occidental. Las colonias se encuentran en desiertos, áreas costeras, mesetas, bosques, vegetación nativa, bosques esclerófilos secos a semisecos, en bosques de Eucalyptus en las afueras de Canberra, áreas montañosas cálidas cubiertas con vegetación achaparrada, zonas rurales, nidos de tierra subterráneos, brezales, en bosques de Callitris y en zonas y áreas rehabilitadas, en elevaciones que van desde los 300 hasta los 1760 metros (984,2 a 5774,2 pies).
Myrmecia nigriceps es una especie constructora de montículos, aunque se pueden encontrar colonias debajo de los troncos. Las obreras decoran el nido con costras lateríticas y migas de tierra, de manera similar a los nidos de las hormigas de la carne Iridomyrmex purpureus. También suelen utilizar piedras pequeñas y material vegetal como pequeñas ramas y pedazos de tallos de plantas.

## Comportamiento y ecología

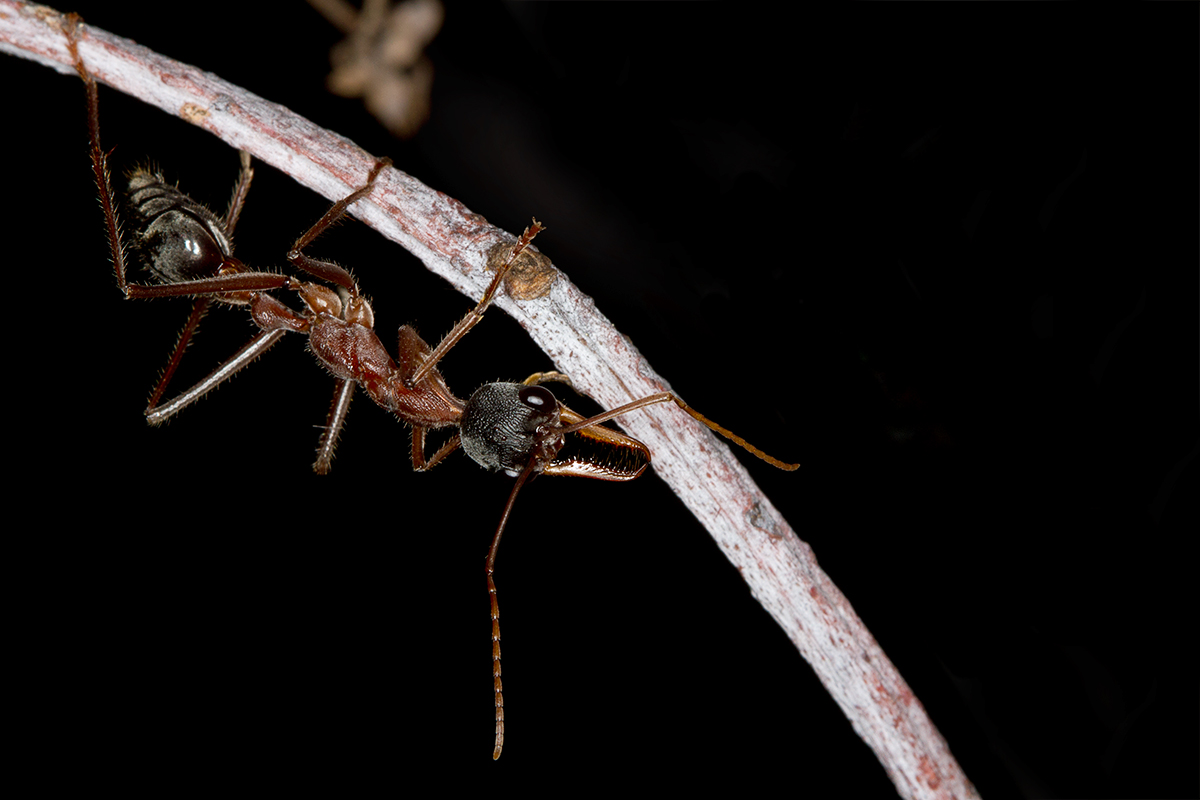
Ejemplar de Myrmecia nigriceps sobre una rama

Estas hormigas son forrajeras crepusculares y nocturnas, generalmente se alimentan durante la noche. Las obreras se alimentan de árboles de eucalipto y son simpátricos con muchas especies. Los adultos son nectarívoros y se alimentan de líquidos dulces de las plantas, mientras que las larvas son carnívoras y su dieta se compone de invertebrados capturados y otras hormigas como las obreras del género Camponotus y los machos. Las cucarachas, como Platyzosteria castanea y Platyzosteria ruficeps, pueden repeler los ataques de M. nigriceps descargando una secreción que desorienta a las obreras atacantes. Estas obreras comienzan a buscar alimento una hora antes de la puesta del sol, y la actividad máxima se produce durante las horas del crepúsculo. Poseen una visión excelente, lentes oculares y fotorreceptores más grandes que cualquier otra hormiga del género Myrmecia. Además son capaces de distinguir la distancia y el tamaño de los objetos que se mueven a casi un metro de distancia, son sensibles y atacarán rápidamente cualquier objeto en movimiento.
Las hormigas forman parte de la dieta del equidna de hocico corto (Tachyglossus aculeatus) y de las arañas del género Zenodorus, particularmente de Zenodorus metallescens. Se sabe que las serpientes ciegas consumen las larvas y pupas de estas hormigas. Las colonias también son hospedantes de M. inquilina, un parásito que pone sus huevos dentro de la colonia.
Es una hormiga extremadamente agresiva, y las colonias más grandes pueden rivalizar con otras de una especie diferente de Myrmecia (como M. gulosa) en términos de fiereza y pugnacidad. Al igual que otras hormigas, las obreras de Myrmecia nigriceps pueden picar varias veces sin lesionarse. Con una dosis letal media (DL50) de 7,3 mg/kg, el veneno es relativamente débil en comparación con otras hormigas Myrmecia, cuya DL50 es mucho más baja. Sin embargo, en un estudio realizado en 2011, al menos un paciente tuvo una reacción alérgica al veneno de M. nigriceps. Este estudio también concluyó que muchas otras especies de Myrmecia pueden causar anafilaxia, así como la hormiga de cabeza verde (Rhytidoponera metallica). En la escala de dolor por picadura de Christopher Starr, una escala que compara el dolor general de las picaduras de himenópteros en una escala de cuatro puntos, la picadura de M. nigriceps fue clasificada con un dos (es decir, dolorosa). Los ejemplares de M. nigriceps pueden ingresar a colonias en las que no residen sin ser atacadas.
El vuelo nupcial se produce después de la lluvia durante varios días, generalmente entre el verano y mediados de otoño (diciembre a marzo). Los machos y las reinas vírgenes emergen de su nido y, a diferencia de otras especies que se aparean en el suelo o trepan a los árboles cercanos para volar, los alados reproductores volarán del nido. Los vuelos nupciales registrados generalmente se presentan en las cimas de las colinas. Las obreras pueden vivir excepcionalmente mucho tiempo, con una vida media de 2,2 años; la longevidad máxima varió de 2,1 a 2,4 años.